# فیروز شاه سوری
فیروز شاه سوری (درگذشت ۱۵۵۴) سومین حاکم پشتون سلسله سور بود. وی فرزند اسلام شاه سوری بود و در دوازده سالگی در سال ۱۵۵۴ جانشین وی شد. فیروز شاه سوری چند روز پس از تاجگذاری توسط محمد مبارز خان، برادرزاده شیر شاه سوری، که بعداً به عنوان محمد شاه عادل حکومت کرد، به قتل رسید.
| پیشین: اسلام شاه سوری | سلطان دهلی ۱۵۵۴ | پسین: محمد شاه عادل |